# Принц Сей'їн
Принц Сей'ї́н (яп. 盛胤法親王, せいいんほうしんのう; 6 жовтня 1651 — 21 липня 1680) — вісімнадцятий син Імператора Ґо-Мідзуноо. Другий син і друга дитина його дружини Йоцуцудзі Цуґуко. 183-й і 186-й патріарх секти Тендай.

## Біографія
Народився 6 жовтня 1651 року. Отримав ім'я Фуса.
У вересні 1657 року став молодшим братом принца Дзіїна і був відданий до монастиря Сандзен'їн.
26 серпня 1660 року проголошений Імператорським принцом. Прийняв ім'я Цунетада.
1 жовтня 1660 року прийняв чернечий постриг під іменем Сей'їн.
У квітні 1663 року по-життєво отримав буддистський титул ачарья — «наставник-зразок».
У травні 1663 року пройшов обряд омовіння голови абгішека.
26 травня 1673 року обраний 183-м патріархом секти Тендай.
У грудні 1673 року нагороджений 2-м рангом Імператорських принців.
У серпні 1677 року обраний 186-м патріархом секти Тендай.
Помер 21 липня 1680 року. Похований 23 липня того ж року на цвинтарі монастиря Сандзен'їн в Кіото.

## Родина
| Батько: | Імператор Ґо-Мідзуноо | (1559—1680) |  | 108-й Імператор Японії.                                          |
| Мати:   | Йоцуцудзі Цуґуко      | (?—?)       |  | Фрейліна. Донька тимчасового старшого радника Йоцуцудзі Суецуґу. |